# Бет Хайим Хадашим
Бет Хайим Хадашим (англ. Beth Chayim Chadashim, BCC) — синагога в районе Мид-Сити, в городе Лос-Анджелес в США. Основана в 1972 году, как синагога для гомосексуальных приверженцев иудаизма. В 1977 году стала первой ЛГБТ-синагогой, у которой появилось своё здание. Связана с течением реформистского иудаизма и является первой ЛГБТ-синагогой, признанной Союзом реформистского иудаизма. Организацией по охране памятников Лос-Анджелеса синагоге присвоен статус объекта, имеющего «культурное значение».

## История
Община гомосексуалов, исповедующих иудаизм, появилась в Лос-Анджелесе 4 апреля 1972 года по инициативе Сельмы Кей, Джерри Гордона, Джерри Смолла и Боба Залкина. Около дюжины женщин и мужчин откликнулись на их призыв к организации специального комитета для обсуждения основания синагоги. Первая служба была проведена членами общины 9 июня 1972 года в доме Джерри Гордона. В июле того же года в метропольной общинной церкви Лос-Анджелеса было проведено межконфессиональное служение для ознакомления ЛГБТ-сообщества с новой религиозной общиной. С этого времени каждый вечер пятницы в стенах храма, предоставленного синагоге настоятелем Троем Перри, проводились еврейские богослужения.
В 1973 году Бет Хайим Хадашим от Вестминстерской синагоги в Лондоне получила в подарок свиток Торы, спасенный во время Холокоста, который ранее принадлежал еврейской синагоге города Хотеборж, на территории бывшей Чехословакии.
В 1977 году община приобрела здание бывшего магазина на Уэст-Пико-бульвар в районе Саут-Робертсон, который перестроила в синагогу. В 2002 году Бет Хайим Хадашим переехала в большее здание на той же улице, но в соседнем квартале. Построенное в 1931 году, здание бывшего магазина было также перестроено под нужды общины. Бет Хайим Хадашим стала первой синагогой в США, получившей сертификат Руководства по энергоэффективному и экологическому проектированию.
В 1997 году община отметила четверть века; на то время в ней состояли 250 членов (не считая детей), 90 % из которых являлись ЛГБТ, а самому старому члену синагоги было 87 лет. Джанет Мардер была первым раввином общины. Другим раввином Бет Хайим Хадашим была Дениз Эджер. С 1994 года богослужения в синагоге проводит раввин Лиза Энн Эдвардс. В 2010 году кантором общины был назначен Юваль Порат.